# Format 135

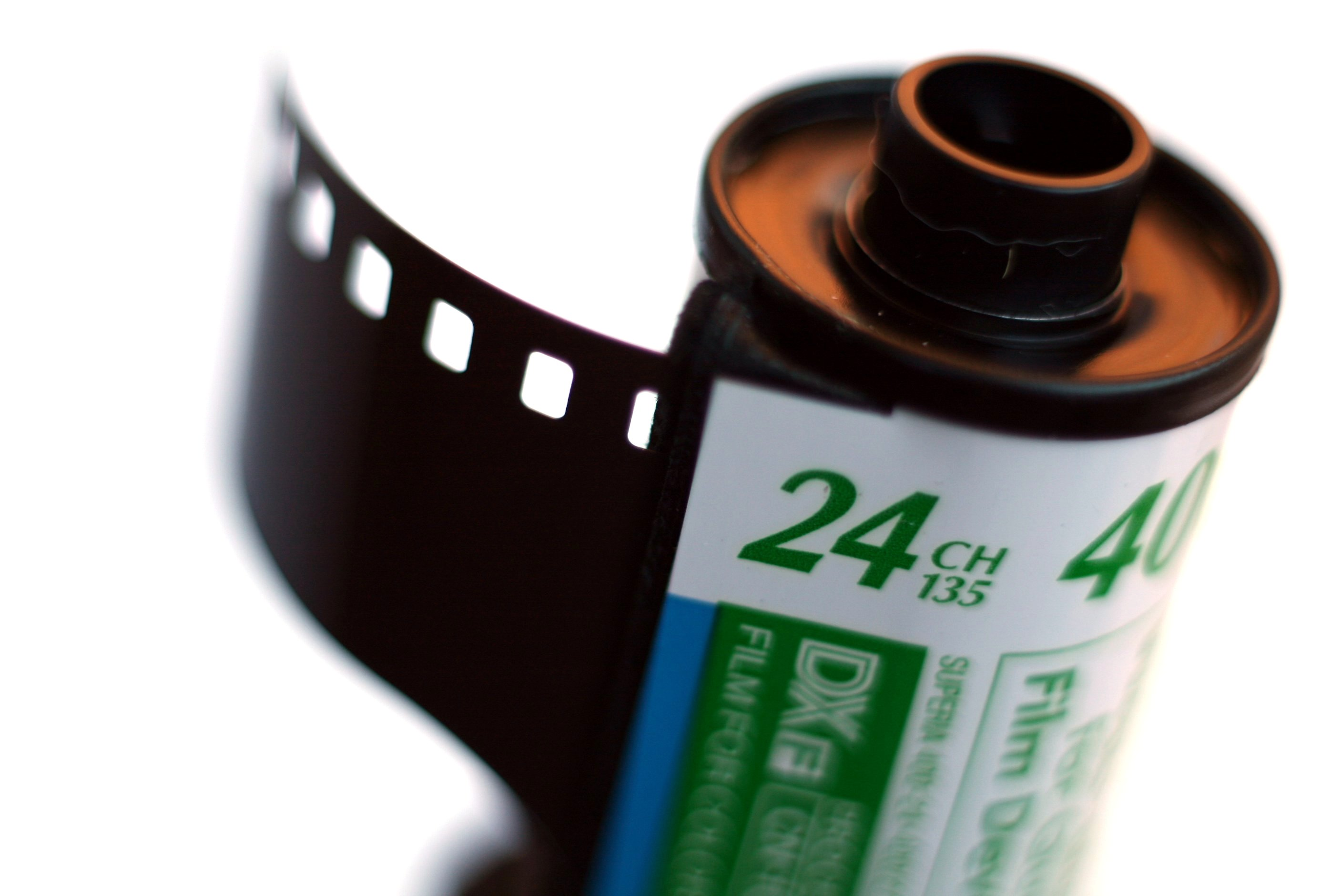
Cartutx de pel·lícula 135 del fabricant Fujifilm.

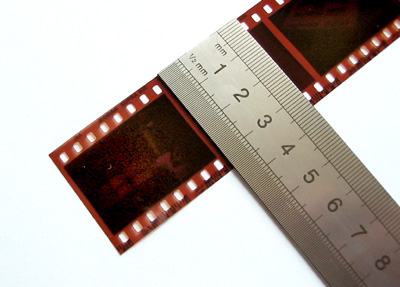
Fragment de pel·lícula de format 135.

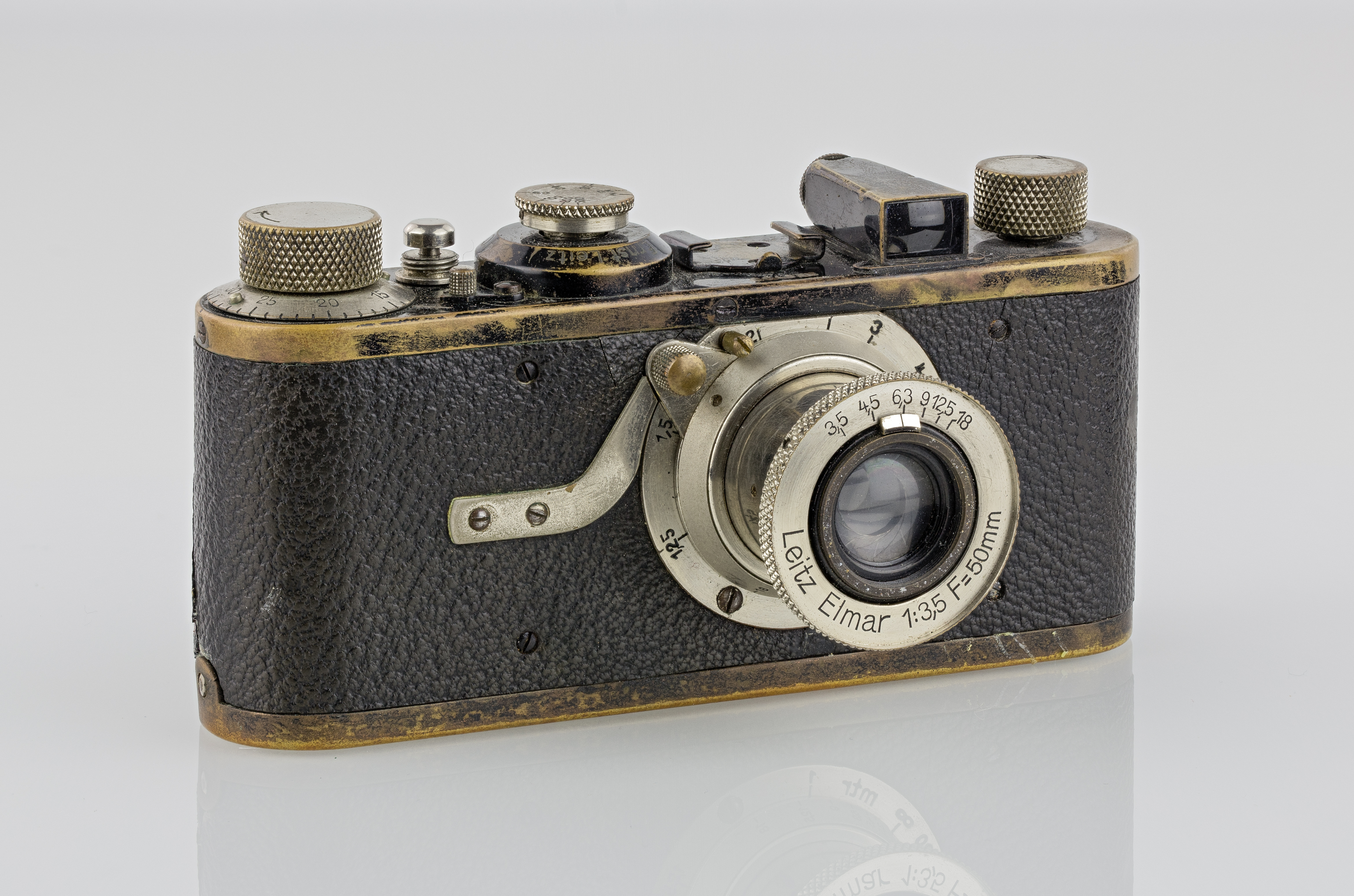
Leica I, 1927, la primera càmera del món amb pel·lícula 135.

El format 135 (ISO 1007) és la designació del cartutx de pel·lícula de format de 35 mil·límetres per a càmeres fotogràfiques.
Es tracta un cartutx de metall que conté un rodet de pel·lícula fotogràfica de 35 mil·límetres d'ample, protegint-la de la llum. La pel·lícula disposa d'unes perforacions que faciliten el seu arrossegament i permeten una separació precisa dels fotogrames.
Va ser desenvolupat per Kodak l'any 1934, pensant en les seves càmeres Retina i també en les Leica i les Zeiss Ikon Contax, que ja feien servir pel·lícula de 35 mm, però havien de carregar els xassissos en una cambra fosca. En canvi els rotllos 135 de Kodak ja venien amb la pel·lícula inclosa i es podien carregar les càmeres a plena llum.

## Característiques
La pel·lícula té un ample de 35 mil·límetres, i una longitud variable depenent del nombre de fotogrames del cartutx (24 o 36 exposicions són els valors típics).
L'orientació de les fotografies en aquest format és perpendicular a l'orientació utilitzada al cinema: en el format 135 les imatges deixen les perforacions d'arrossegament en la part superior i inferior de la imatge, mentre que al cinema aquestes perforacions queden als costats dels fotogrames.
Cada exposició en format 135 ocupa en la pel·lícula un espai de 36 mil·límetres d'ample per 24 mil·límetres d'alt (una relació d'aspecte 3:2).
Els fotogrames se separen entre sí dos mil·límetres, amb el qual la pel·lícula pot emmagatzemar una exposició per cada 38 mil·límetres de longitud. L'avanç d'un fotograma s'aconsegueix arrossegant vuit perforacions.
El format 135 pot emmagatzemar fotogrames de grandària diferent a l'estàndard 36x24; els models de càmeres fotogràfiques XPan del fabricador Hasselblad fan servir fotogrames de 24 mil·límetres d'alt per 65 mil·límetres d'ample.